# Incendie de Dacca en 2010
L'incendie de Dacca en 2010 est un incendie qui s'est déclaré dans la ville de Dacca, au Bangladesh, le 3 juin 2010, et qui a tué au moins 124 personnes (117 sur place, d'autres plus tard à l'hôpital). L'incendie s'est produit dans le quartier de Nimtali, dans le Vieux Dacca (en).

## Cause
L'incendie a commencé jeudi soir lorsque le transformateur a explosé après qu'un orage ait balayé la ville, selon la police. Les flammes se sont rapidement propagées à au moins six immeubles d'habitation et à une quinzaine de magasins. L'explosion du transformateur a également plongé la zone dans l'obscurité, rendant la fuite plus difficile,. Le chef des pompiers a supposé que le feu était alimenté par des produits chimiques et d'autres produits inflammables stockés dans des magasins. La densité de la zone résidentielle touchée a rendu difficile pour les pompiers d'éteindre l'incendie. De plus, les ruelles étroites du vieux Dacca et les escaliers des vieux bâtiments rendaient difficile l'entrée du matériel des pompiers dans la zone. Les services de secours ont mis plus d'une heure pour arriver sur place, malgré le fait que leur caserne ne se trouve qu'à un kilomètre des lieux de la catastrophe.

## Victimes
L'incendie a touché plusieurs immeubles résidentiels dans le quartier de Nimtoli, et a piégé les résidents à l'intérieur d'appartements. L'incendie a commencé à 22 h 30 et a duré plus de trois heures,. Au moins 117 personnes ont été tuées et plus de 100 blessées. L'incendie a touché une fête de mariage, ce qui a aggravé les pertes. L'un des bâtiments touchés par l'incendie ne disposait pas d'escaliers de secours et ses fenêtres étaient recouvertes de grilles métalliques.
Les blessés ont été soignés à l'hôpital du Collège médical de Dacca (en), qui a dû faire face au grand nombre de patients souffrant de brûlures et d'inhalation de fumée,. Selon un médecin de l'hôpital, la plupart des décès semblent avoir été causés par l'inhalation de fumée plutôt que par des brûlures.
Les opérations de sauvetage ont cessé le 4 juin 2010.

## Réactions
Le Premier ministre, Sheikh Hasina, a ordonné une enquête sur l'incendie. Elle a également présenté ses condoléances aux victimes et à leurs familles. Le gouvernement a annoncé que le 5 juin 2010 serait un jour de deuil. L'équipe de cricket du Bangladesh, qui est entrée sur le terrain le lendemain de l'incendie lors de sa tournée en Angleterre, portait un brassard noir en souvenir.

## Aide financière
Mirza Ali Behrouz Ispahani, le président de M.M. Ispahani, a proposé une aide financière aux victimes.